# 西那須野塩原インターチェンジ
西那須野塩原インターチェンジ（にしなすのしおばらインターチェンジ）は、栃木県那須塩原市千本松にある、東北自動車道のインターチェンジ。塩原温泉郷、大田原市への最寄りとなるインターチェンジであり、福島県南会津郡南会津町へのアクセスにも利用される。

## 道路
- E4 東北自動車道（12番）
- 接続する道路：国道400号

## 料金所
- ブース数：6

### 入口
- ブース数：2
  - ETC専用：1
  - 一般：1

### 出口
- ブース数：4
  - ETC専用：1
  - 一般：3

## 隣
E4 東北自動車道
(11)矢板IC - (11-1)矢板北PA/SIC - (12)西那須野塩原IC - (12-1)黒磯板室IC/黒磯PA

## 周辺
- 那須高原
- 塩原温泉郷
- 道の駅那須野が原博物館
- 道の駅湯の香しおばら
- 西那須野駅
- 千本松牧場
- 畜産草地研究所那須試験場
- 地方競馬教養センター
- 栃木県酪農試験場
- 那須野が原公園
- 松方別邸（万歳閣）
- 丸和オートランド那須